# Kānī Khanjar
Kānī Khanjar (persiska: کانی خنجر) är en ort i Iran.   Den ligger i provinsen Kermanshah, i den västra delen av landet, 500 km väster om huvudstaden Teheran. Kānī Khanjar ligger 963 meter över havet och antalet invånare är 150.
Terrängen runt Kānī Khanjar är huvudsakligen kuperad, men den allra närmaste omgivningen är platt.Runt Kānī Khanjar är det ganska tätbefolkat, med 72 invånare per kvadratkilometer. Närmaste större samhälle är Negareh, 10,2 km norr om Kānī Khanjar. Omgivningarna runt Kānī Khanjar är i huvudsak ett öppet busklandskap.